# 세월의 너울
《세월의 너울》은 1987년 1월 25일에 MBC TV에서 방영된 베스트셀러극장이다.

## 출연
- 한은진
- 권성덕
- 전양자
- 홍성민
- 나문희
- 이묵원
- 김윤경
- 현석
- 유인촌
- 김용선
- 권재희
- 한영수
- 신복숙
- 이은철
- 최민경
- 김호영
- 강미
- 서갑숙
- 박희우
- 조정순
- 정명환
- 김민석
- 이보아
- 정선모
- 이은정
- 여승원
- 변성현
- 정대진